# Kaliska (gemeente Kaliska)
Kaliska (Duits: Dreidorf) is een dorp in het Poolse woiwodschap Pommeren, in het district Starogardzki. De plaats maakt deel uit van de gemeente Kaliska en telt 2268 inwoners.